# 技术传播
技术传播是一种传达科学、工程或其他技术信息的手段。各种不同领域、具有不同职业技能的人都参与到技术传播中。其中有些人被称为技术传播者或技术写作人员。他们通过一套方法来研究、描述和呈现技术过程或产品。技术传播者将获得的信息放入纸质文档、网页、基于计算机的培训、数字化存储的文本、音频、视频、以及其他传播媒体中。
美国技术传播协会（Society for Technical Communication）将技术传播定义为各种形式的传播，它们具备以下特征：关于技术或专门的主题；使用技术手段进行传播；或提供如何做某事的指导说明。英国科学技术传播者协会 (Institute of Scientific and Technical Communicators) 以更简洁的方式将技术传播定义为“基于事实的传播，通常与产品和服务有关”。欧洲技术传播协会 (European Association for Technical Communication) 将技术传播解释为“它是一个定义、创建和交付信息产品的过程，其目的在于安全、高效、有效地使用产品（技术系统、软件、服务）”。 
不管技术传播的定义是什么，其最主要目的是创建面向特定读者的、易获得的信息。

## 技术传播职业
技术传播从业者通常为特定读者量身定制信息，可能是主题专家、消费者、终端用户等。技术传播从业者需要相互协作来完成交付物，包括在线帮助、用户手册、课堂培训指南、基于计算机的培训、白皮书、技术规格书、工业视频、快速指引、数据手册、期刊文章、专利。可能涉及任何技术领域，包括软科学和硬科学、高科技领域（计算机、软件、和消费电子产品）。技术传播从业者通常需要跟多个主题专家 (SME) 一起完成这些项目。
技术传播相关的工作有：API（应用程序编程接口）写作人员、在线学习 (E-learning) 作者、信息架构师、技术内容开发人员、技术编辑、技术文档插画师、技术培训师、技术翻译、技术写作人员、可用性专家、用户体验设计师、和用户界面设计师。
在 2015 年，欧洲技术传播协会（European Association for Technical Communication）发布了技术传播的职业能力框架。
技术传播作为一个职业已经经历了过去半个多世纪的发展。 简单地说，技术传播从业者进行项目的生理学研究，并将其应用到传播过程本身。

## 创建内容
技术传播是一项由专业人员完成的工作。例如，一个专业写作人员在一家公司里编写用户手册。有些公司让其他技术专家承担大量的技术沟通工作，例如程序员、工程师和科学家。通常，专业的技术写作人员承担编辑工作，以使内容符合最新的技术沟通标准。
在开始文档写作流程之前，技术传播从业者需要确定目标读者是谁以及他们对于信息的需求。技术传播从业者对内容进行分析并确定文档框架以指导具体的开发。当大量信息组合到一起时，技术传播从业者需确保目标读者能够理解这些内容并找到他们需要的信息。这个过程称为“写作过程”，自 19 世纪 70 年代以来一直是写作理论的重心，一些当代教科书作者将其应用到技术传播中。作为一种容纳和组织信息并确保准确性的方法，技术传播对大部分职业都很重要。
技术写作过程可分为六大步骤：
1. 确定目的和读者
2. 收集信息
3. 组织信息和编写大纲
4. 编写初稿
5. 修订和编辑
6. 发布输出

### 确定目的和读者
所有的技术传播都服务于某个特定目的——将想法和概念传达给读者，或指导读者完成特定任务。技术传播专业人员使用多种技巧来理解读者，并在可能的时候让目标读者对内容进行测试。例如，如果银行工作人员不能正确处理存款，技术传播者首先会检查现有的说明材料（或者根本没有说明材料）、与银行工作人员面谈以确认是否有概念性错误、与主题专家面谈以学习正确的操作流程、编写新的材料以指导工作人员按照正确的流程操作、让银行工作人员对新材料进行测试。
同样地，某个销售经理想知道两个地点中哪个更适合作为新店的选址，他可能会让营销专员去了解场地并写一份建议报告。营销专员将报告转给技术传播从业者（技术编辑或技术写作人员）。技术传播从业者负责内容编辑、格式设置，有些时候还需为文档增加细节内容，以使营销专员的专业评估适合于销售经理使用。这个过程不属于知识传递的范畴，而是不同专业领域和不同使用情境间的知识融合。这是对技术传播的基本定义。
读者会影响传播的多个方面，从选词、图形使用到风格和内容组织等。大多数情况下，为了满足某个特定用户的需求，技术传播从业者必须考虑哪些特征会使文档有用（能够支持某个任务）并且可用（以服务于该任务的方式使用）。非技术类读者可能会对充满行业术语的文档产生误解，甚至根本不会看这种文档；而技术类读者则渴望看到对其工作非常重要的详细说明。忙碌的读者通常没有时间读完整个文档，所以内容必须易于搜索，例如通过使用标题、留白，以及引导注意力的其他提示。根据读者的特定需求，可能还会有其他要求。
政府领域的技术传播有其特殊性。取决于具体的政府部门（以及国家），政府单位必须符合明确的规范。信息不断做更改，导致技术传播内容（技术手册、电子版本技术手册、技术简报等）必须做相应更新。

### 收集信息
技术传播从业者必须搜集文档所需的全部信息。他们可以通过一手资料或二手资料来搜集信息，使用从当前工作中获得的信息或使用其他作者的信息。技术传播从业者必须告知他们所使用的所有信息来源。出于此目的，技术传播从业者在做笔记时通常要区分引文、转述、和概要。

### 组织信息和编写大纲
在编写初稿之前，技术传播从业者对想法进行组织，以使文档内容通畅。组织好想法后，技术写作人员通过多种方式来安排文档的整体结构：
- 按时间顺序：适用于有关线性过程的文档，例如描述如何做某事的步骤指南；
- 物件的组成部分：适用于描述某个物体的组成部分，例如展示计算机各部件（键盘、显示器，鼠标等）的图片；
- 由简单到复杂（或由复杂到简单）：从简单的概念开始，并逐渐深入到复杂概念；
- 由特殊到一般：先给出许多想法，然后将想法组织成几个子类；
- 由一般到特殊：先给出几个想法，然后深入探讨细节。

在组织好整个文档后，写作人员写出最后的大纲，确定文档的结构。大纲能够使写作过程变得更加容易、为作者节约时间。

### 编写初稿
在完成大纲后，写作人员开始按照大纲的结构编写初稿。大多数写作人员更喜欢等初稿完成之后再做修改，以确保写作过程不被打断。他们通常从比较容易的部分入手，并只有在正文的初稿完成之后才会写总结和摘要。
编写某些文档类型的初稿时可运用 ABC 格式（摘要、正文、总结）。摘要用于描述主题思想，使读者知道文档要讲哪些内容。正文是文档的主题，深入探讨各个主题。最后，总结部分重申文档的主题。ABC 格式也可用于单个段落中，段落的开头是一个主题句，用于陈述该段落的主题思想，然后是正文部分，最后是一个总结性句子。

### 修订和编辑
当初稿完成后，通过编辑和修订来完善初稿以形成最后版本。Pfeiffer 和 Boogard 建议通过以下四个任务将初稿转化为最后版本： 

#### 调整和重新组织内容
在这个步骤中，写作人员对初稿进行修订，对需要更多关注的主题做详细说明、对其它部分进行简化、调整某些段落、句子、或整个主题的位置。

#### 风格编辑
好的风格能够使写作变得更有趣、更有吸引力、更具可读性。通常，写作人员的个人写作风格在技术写作中表现的不明显。最新的技术写作风格建立在有助于清晰表达的特征之上：标题、列表，图形；大量留白、短句、一般现在时、简单名词、主动语态（虽然某些科学应用仍使用被动语态）、第二和第三人称。
技术写作作为一个学科，通常要求技术写作人员使用某个风格指南。这些指南可能跟特定项目、产品、公司或品牌有关。它们确保技术写作呈现的格式、标点符号和一般性风格规范符合读者的期待。在美国，许多人将 Chicago Manual of Style 视为技术传播的圣经。其他风格指南也有它们的拥护者，尤其是对于特定行业，例如 Microsoft Style Guide 对 IT 行业的公司亦是如此。

#### 语法和标点符号编辑
此时写作人员进行的是格式编辑，检查文档的语法、标点符号、常见的用词混淆、被动语态、句子过长等错误。